# Landolphia reticulata
Landolphia reticulata är en oleanderväxtart som beskrevs av Hallier f.. Landolphia reticulata ingår i släktet Landolphia och familjen oleanderväxter. Inga underarter finns listade i Catalogue of Life.